# اچ‌ام‌اس اوون (۱۸۹۶)
اچ‌ام‌اس اوون (۱۸۹۶) (به انگلیسی: HMS Avon (1896)) یک ناوشکن بود. این کشتی در سال ۱۸۹۶ ساخته شد.